# مارغريت بيرغر
مارغريت بيرغر (بالنرويجية البوكمول: Margaret Berger)‏ (ولدت 11 أكتوبر 1985، تروندهايم)، وبعد فوزها في الموسم التانى في اظهار المواهب من ايدول النرويج، فقد قامت بتوقيع عقد مع شركة بى ام جى والتي تشتهر بالأغانى النرويجية وكتابة الاغانى 
وعقب صدور أول ألبوم لبيرغر فقد ذاعت شهرتها في شهر أكتوبر 2004. وقد استخدمت في أغنياتها العديد من أنواع الاغانى مثل الروك، الرقص، راب والموسيقى الألكترونية التي تتكون من العديد من الاجزاء الموسيقية المختلفة. ولكن لم ينتشر الألبوم كله بشكل رسمى، فقد اخذت جائزة الريمكس عن أغنية (ضمان مدى الحياة)، ولكن ايرادات الألبوم لم تكن بالشكل المطلوب ولم يحقق العديد من الأرباح ولكنه نشر أكثر في أكتوبر، وصعدت إلى المركز الثامن في النرويج. وقد وضحت عن تأثرها بالعديد مثل بيرغر بيورك، وكنيف في ألبومها السابق 
وقد تكون الالبوم الثانى لها من اثنى عشرة أغنية ويتكون من مزيج من الموسيقى الالكترونية، والبوب، والرقص ويسمى هذا الألبوم باسم (سامانثا). وقد ارتفع هذا الألبوم إلى المركز الثامن في النرويج، وكانت كلمات الأغانى مرتبطة ببعضها الآخر وتعبر من خلالها عن شخصية المرأة في بيرغر. وبعد ذلك صدر الألبوم الثالث لها في لندن، وحققت من خلاله الرقم القياسى في المملكة المتحدة. وفي عام 2008 فقد عينت مديرة للموسيقى في واحدة من أهم محطات الأذاعة العامة في نورسك.
وفي 9 فبراير 2013، فقد دخلت في سباق الجائزة الكبرى (موليدى 2013) وذلك بترشيح أغنيتها (انا احتاجك يا حبيبى) وحصلت بذلك على جائزة الفائز النهائى الوطنى النرويجى، وفي عام 2013 انضمت إلى مسابقة الاغنية الأوروبية ممثلة النرويج وفازت بهذه الجائزة عن جدارة 

## ألبوماتها
2004 : الحرباء.
2006: مخيفة جدا فضة الجنية.

## مسابقة الأغنية العالمية 2013
كانت أغنية مارغريت بيرغير واحدة من أكثر الاغانى المرشحة إلى الفوز بمسابقة الأغنية العالمية، وتخطت نصف المرحلة النهائية، وصعدت إلى المرحلة النهائية ب 120 درجة.ولكن في النتائج النهائية فازت اغنيتها ب 191 درجة بأعلى نتيجة بعد ان جمعت مارجريت 12 نقطة من 3 دول. وهذا هو السجل الأول من نقاط النجاح الذي حققته بعد ألكسندر رايباك في السنوات الأخيرة.

## روابط خارجية
- مارغريت بيرغر على موقع IMDb (الإنجليزية)
- مارغريت بيرغر على موقع ميوزك برينز (الإنجليزية)
- مارغريت بيرغر على موقع أول ميوزيك (الإنجليزية)
- مارغريت بيرغر على موقع ديسكوغز (الإنجليزية)